# Estação Ecológica Mata do Jacaré
A Estação Ecológica Mata do Jacaré (antiga Estação Ecológica de São Carlos) é uma unidade de conservação de proteção integral, predominantemente ocupada por um fragmento de floresta estacional semidecidual, localizada em Brotas, SP. 
Em 2012, seu nome foi alterado, em vista da denominação da área pelos moradores locais, além do fato de sua real localização ser Brotas, e não São Carlos.